# لینستد
لینستد (به انگلیسی: Lynsted) یک روستا در بریتانیا است که در کنت (انگلستان) واقع شده‌است. لینستد ۱٬۶۰۰ نفر جمعیت دارد.